# Porkuni järv
Porkuni järv är en sjö i Estland.   Den ligger i landskapet Lääne-Virumaa, i den centrala delen av landet, 90 km öster om huvudstaden Tallinn. Porkuni järv ligger 110 meter över havet. Omgivningarna runt Porkuni järv är en mosaik av jordbruksmark och naturlig växtlighet.
Följande samhällen ligger vid Porkuni järv:
- Porkuni (211 invånare)